# توتس تيليمانز
توتس تيليمانز (بالفرنسية: Toots Thielemans)‏ ‏ (29 أبريل 1922 - 22 أغسطس 2016)، هو ملحن وموسيقي جاز بلجيكي بدأ مسيرته الفنية عام 1949. اشتعرف بعزفه على آلة الهارمونيكا ويعتبر أحد أشهر العازفين عليها بالعالم. كما أنه يُجيد العزف على الإيتار والصفير. تم منحة لقب بارون من الملك البلجيكي البير الثاني، ويقام احتفال بموسيقى الجاز في مسقط رأسه اولب ويسمى المهرجان باسمه.

## مسيرته
عزف خلال مسيرته برفقة موسيقيين كبار أمثال بيني غودمان وشارلي باركر وبيل إيفانس. ومن أشهر معزوفاته مقطوعة البلوزيت، ومقدمات فيلم راعي البقر منتصف الليل، الغيتاواي، شوغر لاند اكسبرس، وجان دو فلوريت، وافتتاحية برنامج الأطفال شارع السمسم.

## وصلات خارجية
- الموقع الرسمي